# Ligne 3 du métro de Hanoï
Pour les articles homonymes, voir Ligne 3.
La ligne 3 est ou ligne du Temple de littérature (vietnamien : tuyến Văn Miếu) est une ligne du réseau métropolitain d'Hanoï au Vietnam,.

## Présentation
Après la phase 1 du projet, la ligne 3 sera longue de 12,5 km et comptera de 12 stations au total. 
La ligne 3 aura 8,5 km de ligne aérienne et 4 km de ligne souterraine, s'étendant Nhon jusqu'au centre-ville sur la rue Tran Hung Dao près de la gare de Hanoï. 
La ligne 3 devrait entrer en service d'ici 2023 et 20% des habitants de Hanoi dans les 6 districts de Ba Dinh, Cau Giay, Hoan Kiem, Nam Từ Liêm, Bắc Từ Liêm et Dong Da pourront bénéficier de cette ligne.
La ligne utilisera des rames Alstom Metropolis.

## Galerie

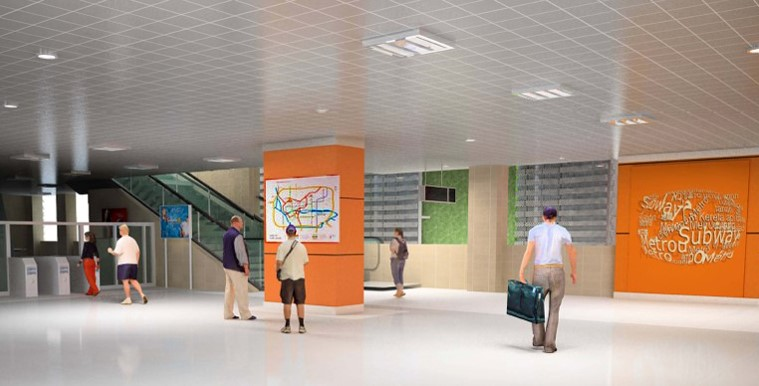
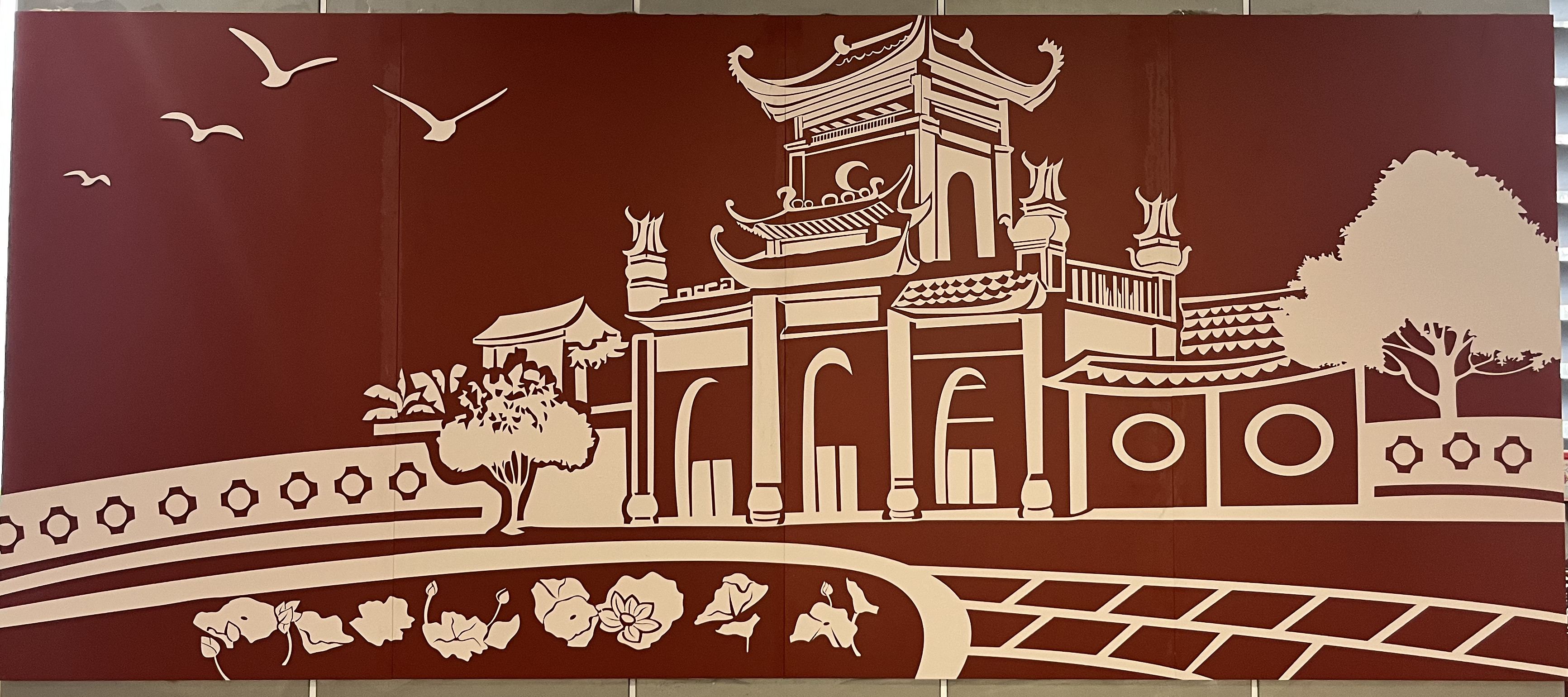
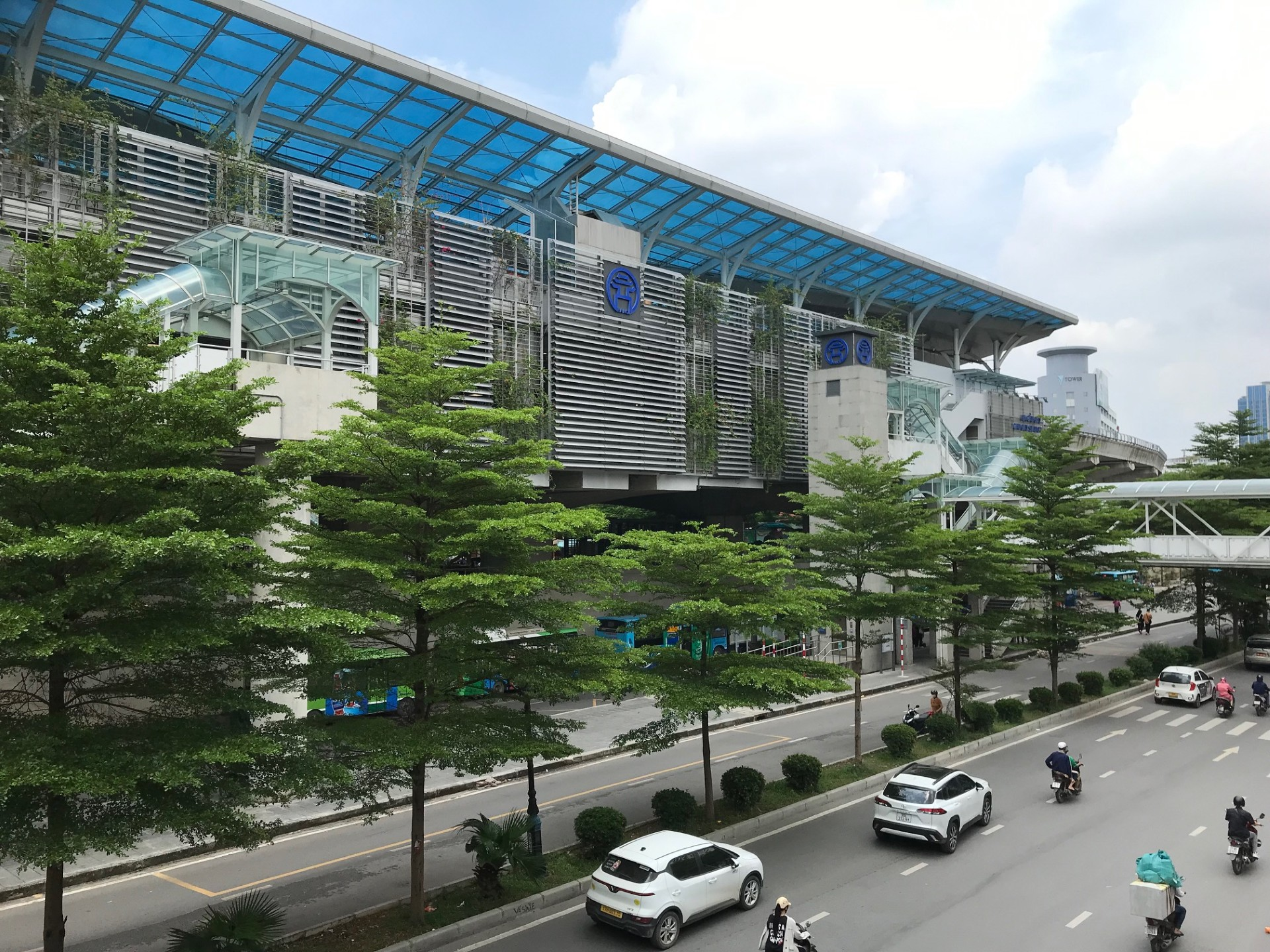
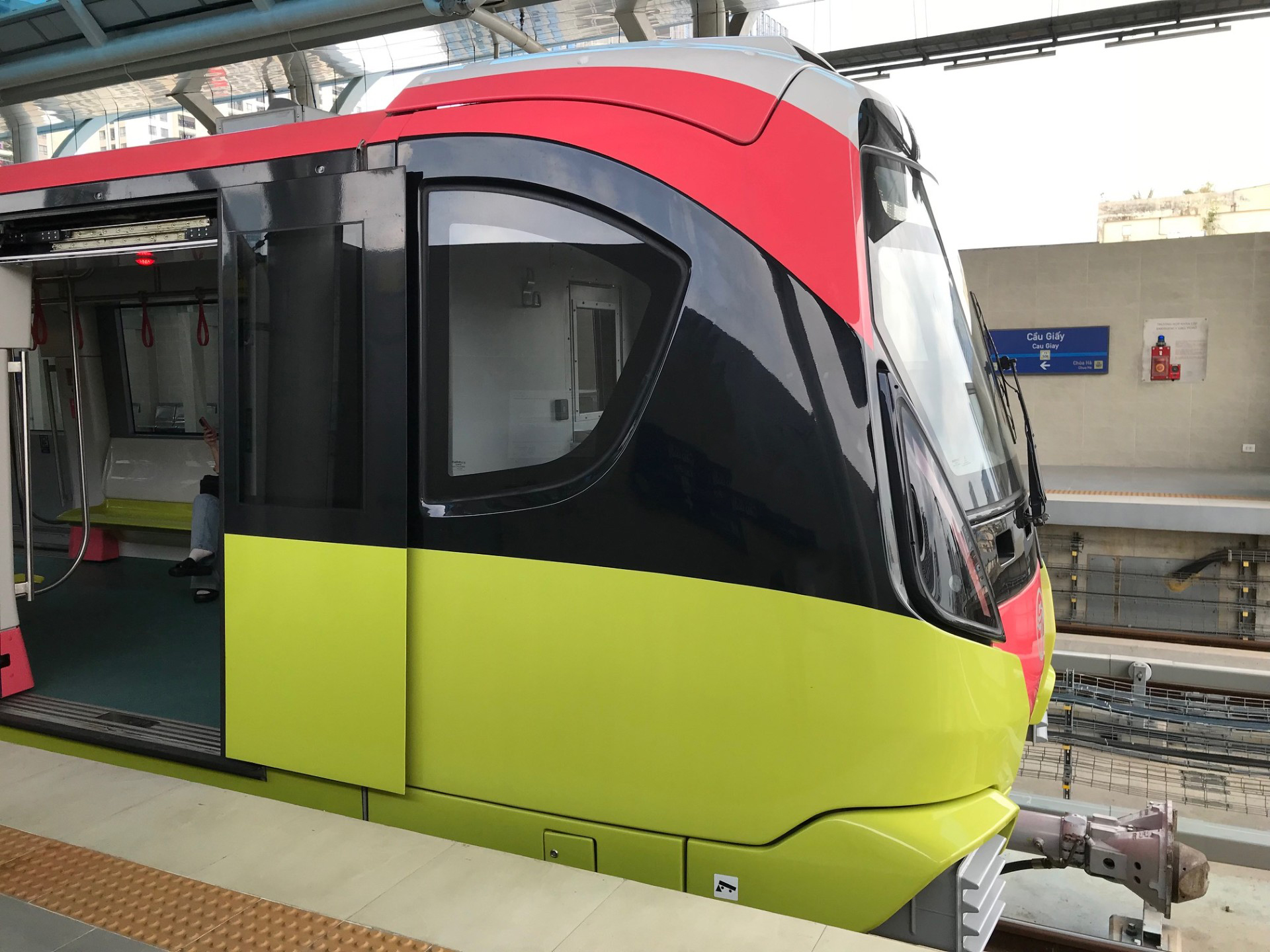
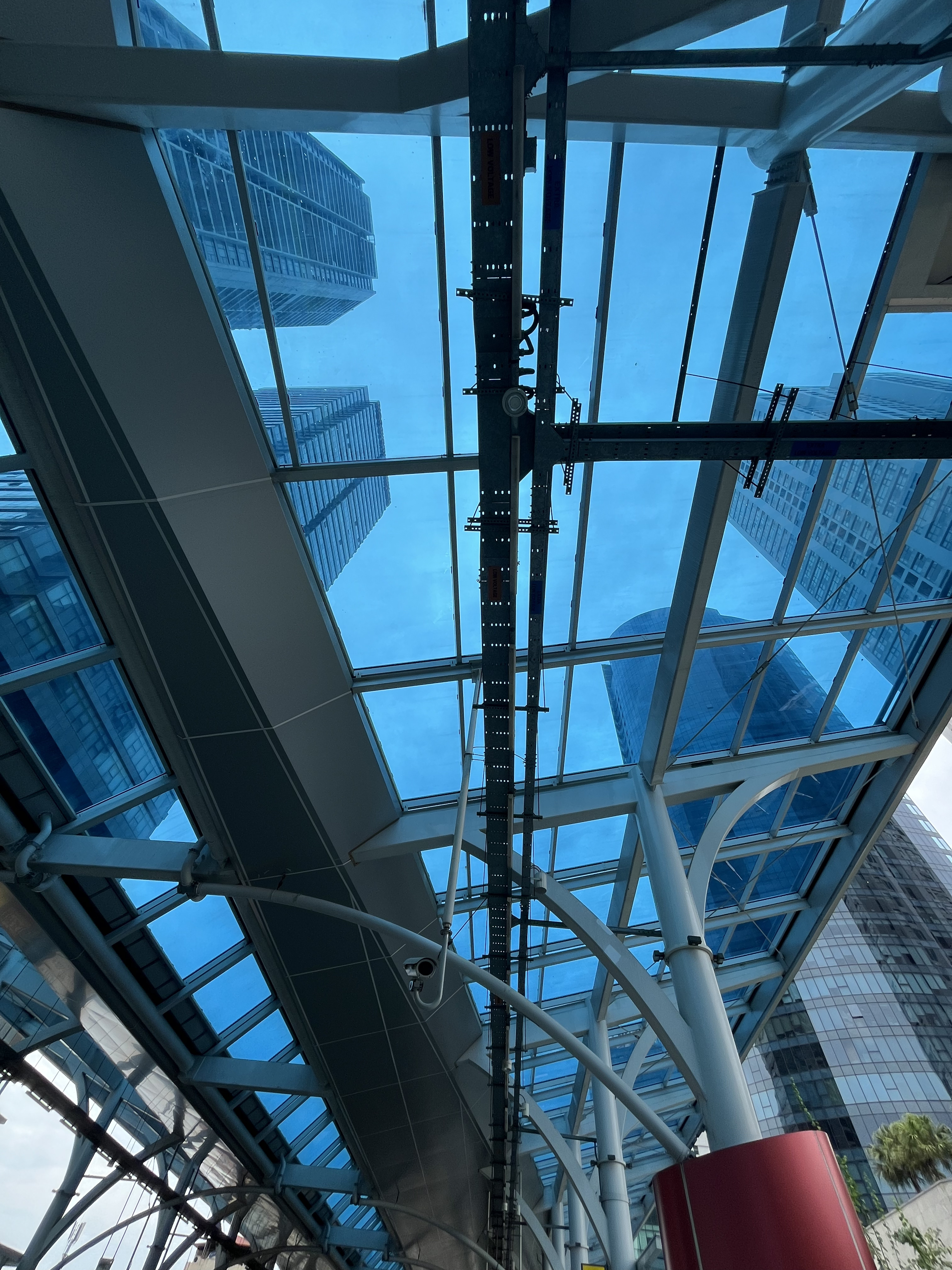

## Parcours
| 3  | Station                                 | Connexions | Carte |
| -- | --------------------------------------- | ---------- | ----- |
| 1  | Nhổn                                    | 7          |       |
| 2  | Minh Khai                               |            |       |
| 3  | Phú Diễn                                | 6 M        |       |
| 4  | Cầu Diễn                                |            |       |
| 5  | Lê Đức Thọ                              |            |       |
| 6  | Université nationale du Viêtnam à Hanoï | 8          |       |
| 7  | Chùa Hà                                 | 4          |       |
| 8  | Cầu Giấy                                |            |       |
| 9  | Kim Mã                                  | 5          |       |
| 10 | Cát Linh                                | 2A         |       |
| 11 | Văn Miếu                                |            |       |
| 12 | Gare de Hanoï                           | 1          |       |